# Die Personalakten der Johanna Geisler
Das Buch Die Personalakten der Johanna Geisler schildert anhand von Dokumenten das Leben der Opernsängerin Johanna Geisler (1888–1956) vor ihrer Ehe mit dem Dirigenten Otto Klemperer (1885–1973), den sie im Jahr 1919 heiratete. Die Autorin Lotte Klemperer (1923–2003) war die Tochter des Musiker-Ehepaares.

## Hintergrund

### Entstehung
Dem 142-seitigen Buch Die Personalakten der Johanna Geisler, das 1983 im Fischer Taschenbuch Verlag erschien, liegt unter anderem das Dokument Personal-Akten betreffend die Chorsängerin Frl. Geisler aus dem Archiv des Staatstheaters Wiesbaden zugrunde. Das Dokument hatte achtzig Jahre und zwei Weltkriege überstanden, bevor es von Lotte Klemperer nach dem Tod ihrer Mutter aufgespürt wurde. Von deren Leben und Persönlichkeit bis zur Eheschließung hatte sie bis dahin kaum etwas gewusst. Um sich ein genaueres Bild von ihrer Mutter zu machen, recherchierte Lotte Klemperer anhand von Zeitungsausschnitten und anderen Zeitzeugnissen viele weitere biografische Fakten. Diese waren ihr zuvor nicht bekannt, da ihre Mutter im Schatten ihres berühmten Vaters gestanden hatte. Erst durch ihre Recherchen wurde Lotte Klemperer bewusst, dass ihre Mutter eine große Künstlerin gewesen war.
Das Buch ist laut Untertitel eine „Dokumentation in Stichproben“. Lotte Klemperer schreibt in der Einleitung: „Das Dokumentarische […] soll für sich sprechen“. Nichts in dem Buch sei erdichtet. Ihre Zwischentexte seien lediglich die Verbindung zwischen den recherchierten Dokumenten, die Johanna Geislers „kaum alltäglichen“ Lebensweg darstellten. Sie bezeichnet sich selbst als „Herausgeberin“ dieser Dokumente. Die Autorin beschreibt auch die sozialen Umstände, in denen Johanna Geisler sich zurechtfinden musste, beispielsweise die patriarchalisch-bürokratische Verwaltung der Opernhäuser. So erschließt sie in einer detailreichen Biografie ein individuelles Schicksal und gibt zugleich Einblicke in eine Epoche der Musikkultur.

### Lotte Klemperer
Lotte Klemperer, die Autorin des Buches, emigrierte zusammen mit ihrer Mutter Johanna Geisler(-Klemperer) und ihrem älteren Bruder Werner 1935 in die Vereinigten Staaten, wo ihr Vater Otto Klemperer bereits seit 1933 Music Director beim Los Angeles Philharmonic Orchestra war. Sie verzichtete auf ein Studium und hat nie geheiratet. Schon früh bemühte sie sich um ihren Vater, der an einer psychischen Krankheit litt. Nach dem Ende des Zweiten Weltkriegs kehrte sie mit ihren Eltern nach Europa zurück. Vor allem nach dem Tod ihrer Mutter 1956 wurde sie zur Betreuerin ihres Vaters. Als seine Sekretärin und Managerin kümmerte sie sich um seine weitere Karriere bis zu seinem Tod im Jahr 1973. Danach verwaltete sie sein umfangreiches musikalisches Erbe. Anfang der 1980er Jahre wuchs ihr Interesse an der Biografie ihrer Mutter. Sie sammelte zahlreiche Dokumente über sie und veröffentlichte das von ihr gesichtete Material unter dem Titel Die Personalakten der Johanna Geisler. Kurz vor ihrem Tod gab Lotte Klemperer 426 Briefe von Otto Klemperer, die sie aus seinen rund 4000 erhaltenen Briefen ausgewählt hatte, für eine Veröffentlichung frei.
Das von Lotte Klemperer recherchierte und geordnete Material über ihre Eltern wird heute in der Musikabteilung der Zentralbibliothek Zürich als „Sammlung Lotte Klemperer“ aufbewahrt, zusammen mit einem gedruckten Verzeichnis von Eva Hanke.

## Inhalt
Die von Lotte Klemperer herausgegebenen Dokumente und ihre erläuternden Kommentare ergeben ein Bild vom Leben ihrer Mutter Johanna bis zur Eheschließung mit Otto Klemperer. Siehe auch die Biografie im Artikel Johanna Geisler.
Johanna Geisler wird unehelich geboren. Per Zeitungsannonce (die im Buch abgedruckt ist) kommt sie als Säugling in die Hände eines Ehepaares aus armen Verhältnissen – die Übergabe findet in einem Stall statt. Schon als 10-jähriges Mädchen wird sie als Verkäuferin angestellt. Im Kirchenchor wird ihre schöne Stimme entdeckt. Als 14-Jährige erhält sie einen Vertrag als Volontärin im Opernchor.
Ein wichtiger Schritt in die Selbständigkeit ist ihr Auszug aus der Wohnung der Pflegeeltern in ein eigenes Zimmer. Wie sie später begreift, lebt sie nun im Hause eines Bordells, bei dessen Bewohnern spürt sie jedoch erstmals menschliche Wärme. Sie lernt dort einen Verehrer kennen, einen Offizier aus gutem Hause. Er schwängert die 18-Jährige, „kann“ sie aber nicht heiraten. Sie hält ihre Schwangerschaft bis zuletzt geheim und erscheint unausgesetzt zu den Aufführungen am Theater. Ihr Fernbleiben zur Entbindung gibt sie als „Krankheit“ aus. Danach kündigt sie – auf Zureden des Kindesvaters, der fürchtet, dass „Klatsch“ entstehen könne. Unter ähnlich desolaten Bedingungen bekommt sie bald ein zweites Kind, das nach vier Tagen stirbt.
Ohne Musik studiert zu haben, singt  Johanna Geisler von 1903 bis 1911 an den Opernhäusern in Hannover, Dessau und Wiesbaden, ab 1912 als Solistin in Mainz und Köln. Ihr außergewöhnlicher Stimmumfang entwickelt sich, nicht zuletzt durch Begabung und anhaltenden Fleiß, vom Alt II, der tiefsten weiblichen Stimmlage im Chor, bis in die höchsten Sopranlagen. Als Koloratursopran singt sie sogar die Königin der Nacht in Mozarts Zauberflöte. An der Mainzer Oper und danach an der Oper Köln wird sie eine gefragte Solistin. 1919 dirigiert Otto Klemperer in Köln Beethovens Oper Fidelio, in der sie die Marzelline singt. Sie heiraten im selben Jahr.